# Cimi
Cimi è un comune dell'Azerbaigian situato nel distretto di Quba. Conta una popolazione di 1 082 abitanti.